# 銀州 (陝西省)
銀州（ぎんしゅう）は、中国にかつて存在した州。南北朝時代から宋代にかけて、現在の陝西省楡林市一帯に設置された。

## 概要
563年（保定3年）、北周により乞銀城に銀州が設置された。
583年（開皇3年）、隋が郡制を廃すると、銀州の属郡の真郷郡と開光郡は廃止された。606年（大業2年）、銀州は廃止され、その管轄県は綏州に移管された。綏州は上州と改められた。607年（大業3年）に州が廃止されて郡が置かれると、上州は雕陰郡と改称された。
628年（貞観2年）、唐が梁師都を滅ぼすと、隋の雕陰郡儒林県の地に銀州が置かれた。742年（天宝元年）、銀州は銀川郡と改称された。758年（乾元元年）、銀川郡は銀州の称にもどされた。銀州は関内道に属し、儒林・撫寧・真郷・開光の4県を管轄した。786年（貞元2年）、吐蕃の侵攻を受けて、銀州は陥落した。
北宋のとき、銀州は西夏の統治下におかれた。1070年（熙寧3年）に北宋が銀州を奪回したが、まもなく失陥した。1081年（元豊4年）、北宋が銀州を奪回した。翌年に永楽小川に新城を築いて銀川砦といったが、ほどなく西夏に奪われた。1105年（崇寧4年）、北宋が銀州を奪回した。1106年（崇寧5年）、銀州は廃止され、銀川城とされた。